# Silver Sable
Silver Sable (echte naam Silver Sablinova) is een personage uit de strips van Marvel Comics. Ze is een vrouwelijke huursoldaat, jager op oorlogscriminelen, de leider van Wild Pack en CEO van Silver Sable International. Hoewel ze vaak voor een superheld wordt aangezien, hebben haar methodes haar soms in conflict gebracht met andere superhelden.

## Algemeen
De operaties van Silver Sable en haar team Wild Pack houden de nationale economie van de kleine Europese staat Symkaria, Sable’s fictieve thuisland en een buurland van Latveria, draaiende. Latveria en Symkaria hebben een sterke onderlinge band. Silver Sable en Dr. Doom, de dictator van Latveria, hebben een jaarlijks diplomatisch diner op Kasteel Doom in Doomstadt. Hun vriendschap schijnt terug te gaan tot de Tweede Wereldoorlog.
De familie van Silver Sable bestaat uit haar vader, Ernst Sablinova, haar oom Morty en een jong nichtje, Anna (de wees dochter van een andere, niet bij naam genoemde oom en tante). Silver was getrouwd met Foreigner, een internationale huurmoordenaar, maar de twee gingen uit elkaar toen ze zijn echte werk ontdekte. Hun huidige relatie is niet goed bekend. De ene keer behandelen ze elkaar als vrienden, de andere keer kunnen ze elkaar niet uitstaan. Soms proberen ze elkaar zelfs te vermoorden.
Silver heeft samengewerkt met verschillende superhelden, zoals Spider-Man, Punisher, Daredevil, Luke Cage, Venom, Captain America, Deadpool en vele anderen. Sandman werkte ook een tijdje voor Silver Sable gedurende de korte periode dat hij zich wilde bekeren. Ook andere helden en bekeerde superschurken werken voor Silver Sable International.
Wild Pack leden
- Chen
- Crippler
- Quentino
- Powell
- Battlestar

## Publicatiegeschiedenis
Silver Sable verscheen voor het eerst in Amazing Spider-Man #265 (juni 1985). Daarna verscheen ze regelmatig in verschillende Spider-Man titels, vaak (maar niet altijd) als een bondgenoot van Spider-Man. In juni 1992 begon Marvel Comics met het publiceren van de serie Silver Sable And The Wild Pack, geschreven door Gregory Wright en getekend door Steven Butler. Deze serie liep voor 35 delen, tot hij samen met veel andere Marvel series werd stopgezet in 1995.
Nadat de stripserie was beëindigd, maakte Silver weer vaak gastoptredens in verschillende strips, tot begin 2006. Op dat moment begon weer een miniserie over Silver Sable en Dominic Fortune getiteld Sable and Fortune. Oorspronkelijk zou dit een zesdelige serie worden, maar het werd ingekort tot vier delen. Volgens geruchten zou Silver Sable een lid worden van de nieuwste incarnatie van Heroes For Hire.

## Ultimate Silver Sable
In het Ultimate Marvel universum is Silver Sable eveneens een huursoldaat uit Symkaria. Hoewel ze officieel voor het eerst verscheen in het Ultimate Spider-Man computerspel, verscheen ze recentelijk ook in de strips. Ze speelt in het verhaal waarin ze verschijnt de rol van de schurk. Ze leidt een organisatie van huursoldaten genaamd Wild Pack, en is ervaren genoeg om Spider-Man in een gevecht te verslaan. Desondanks is ze niet echt slecht, maar meer een premiejager. Ze is ook niet zo zeer een goed persoon. Wat haar toekomstige rol in de Ultimate strips zal zijn is niet bekend.

## Andere media
- Silver Sable en haar Wild Pack team verschenen in de Six Forgotten Warriors saga van de animatieserie Spider-Man: The Animated Series. Haar stem werd hierin gedaan door Mira Furlan. In de saga was ze zowel een vijand als bondgenoot van Spider-Man in zijn strijd tegen Kingpin en de Red Skull.

- Silver Sable verscheen ook in twee afleveringen van MTV's animatieserie Spider-Man: The New Animated Series. Hierin werd haar stem gedaan door Virginia Madsen. Ze verscheen in de afleveringen "Spider-Man Dis-Sabled" en "Mind Games: Part One". In die tweede aflevering werkt ze samen met Kraven the Hunter, en wordt ze gearresteerd.

- Silver Sable verscheen in het Ultimate Spider-Man computerspel uit 2005 als een huurmoordenaar ingehuurd om zowel Spider-Man als Venom uit te schakelen.